# Salvador Saumoy i Pellicer
Salvador Saumoy i Pellicer (Sabadell, Vallès Occidental, 1935) és un directiu sardanista, originari del barri de Can Feu.

## Biografia
El 1958 entrà a formar part de la junta de Sabadell Sardanista, de la que en serà president el 1967. El 1974 va impulsar l'Escola Experimental de Música de Cobla i Banda de Sabadell, i fou principal artífex de la fundació de la Cobla Jovenívola de Sabadell el 1976, de la qual fou representant fins al 2020. Ha realitzat una tasca destacable com a impulsor de joves instrumentistes de cobla. També és soci del Centre d'Esports Sabadell. El 2002 va rebre la Creu de Sant Jordi.